# Араго, Жак Этьен Виктор
Жак Этьен Виктор Араго́ (фр. Jacques Étienne Victor Arago; 1790—1855) — известный французский драматург, писатель, художник и путешественник XIX века, брат выдающегося физика и астронома Франсуа Араго и Этьена Араго, который также сделал себе имя как драматург.

## Биография
Жак Этьен Виктор Араго родился 10 марта 1790 года в городе Эстажеле, близ Перпиньяна.
В 1817 году в качестве чертёжника отправился в экспедицию, в течение трёх лет совершавшую под начальством капитана Луи де Фрейсинэ кругосветное путешествие на корабле «Урания».
За это время Жак Араго успел посетить Австралию, Новую Гвинею, острова Адмиралтейства, Каролинские острова, остров Гуам, на котором экипаж высадился в марте 1819 года. Пробыв три месяца на Марианских островах, экспедиция направилась к Гавайским островам, а затем к архипелагу Самоа и островам Кука. После этого корабль снова взял курс на Австралию, где команда провела месяц; оттуда экспедиция направилась к родным берегам через южную часть Тихого океана. У Фолклендских островов судно «Урания» потерпело крушение; тем не менее в ноябре 1820 года члены экспедиции сумели благополучно вернуться на родину.
После возвращения во Францию Жак Араго занимался изданием сатирических журналов, сначала в городе Бордо (с 1823 по 1828 год), затем, начиная с 1829 года, в Тулузе.
Назначенный в 1835 году директором театра в городе Руане, он практически потерял зрение, но не прекратил своей деятельности в качестве театрального директора и драматического писателя, а также, несмотря на недуг, предпринимал и путешествия в Новый Свет. О своих путешествиях он оставил ряд трудов, представляющих немалую историческую ценность.
В конце XIX — начале XX века в Энциклопедическом словаре Брокгауза и Ефрона «наиболее интересными» назывались следующие его произведения:

«Promenade autour du monde pendant les années 1817 — 20» (2 тома, 1822, с атласом), «Voyage autour du monde» (2-е изд., 2 т., 1843; перев. на русский язык), «Voyage d’un aveugle en Californie et dans les régions aurifères» (1851).

Жак Этьен Виктор Араго скончался 27 ноября 1855 года в Бразилии. Более сорока его рисунков были подарены музею искусств Гонолулу Фрэнсис Дэймон Холт.

## Избранная библиография
Некоторые театральные пьесы Араго:
- «Chabert» (1832);
- «Le Prix de folie» (1833—1834);
- «Les Papillotes» (1834);
- «Un noviciat diplomatique» (1834);
- «Le Cadet de Gascogne» (1836);
- «Un élève de Rome» (1837);
- «Un mois à Naples» (1837);
- «Mademoiselle d’Alvigny» (1838);
- «Le Camélia» (1840);
- «L’Éclat de rire» (1840);
- «Mon ami Cléobul» (1840);
- «Un grand criminel» (1841);
- «Le Duc de Reischtadt», драма в двух актах.

Другие работы автора:
- «Promenade autour du monde pendant les années 1817—20»
- «Promenades historiques, philosophiques et pittoresques dans le département de la Gironde» ;
- «Souvenirs d’un aveugle»;
- «Voyage autour du monde» (1843);
- «Voyage d’un aveugle en Californie et dans les régions aurifères» (1851).